# 조상래 (1957년)
조상래(趙象來, 1957년 11월 18일 ~ )는 대한민국의 정치인이다. 제48대 곡성군수이다.

## 학력
- 광주숭일고등학교 졸업
- 성균관대학교 법정대학 사회학 학사

## 경력
- 곡성도정공장 대표
- 전남지구청년회의소 회장
- 곡성군체육회 상임부회장
- 2006.07 ~ 2010.06 제8대 전라남도의회 의원(민선 4기, 전남 곡성군 제1선거구, 열린우리당→대통합민주신당→통합민주당→민주당, 초선)
- 2006.07 ~ 2008.07 제8대 전라남도의회 전반기 건설소방위원회 위원
- 2006.07 ~ 2008.07 제8대 전라남도의회 전반기 예산결산특별위원회 위원
- 2007.07 ~ 2007.07 제8대 전라남도의회 윤리특별위원회 위원
- 2006.07 ~ 2006.12 제8대 전라남도의회 2012여수세계박람회유치특별위원회 위원
- 2008.07 ~ 2010.06 제8대 전라남도의회 후반기 의회운영위원회 위원
- 2008.07 ~ 2010.06 제8대 전라남도의회 후반기 경제관광문화위원회 위원
- 2008.07 ~ 2010.06 제8대 전라남도의회 후반기 예산결산특별위원회 위원
- 2010.10 ~ 2014.04 제6대 전라남도 곡성군의회 의원(민선 5기, 전남 곡성군 가 선거구, 민주당→민주통합당→민주당→새정치민주연합, 초선)
- 2010.10 ~ 2012.07 제6대 전라남도 곡성군의회 전반기 예산결산특별위원회 위원
- 2012.07 ~ 2014.06 제6대 전라남도 곡성군의회 후반기 예산결산특별위원회 위원
- 2014.07 ~ 2018.03 제10대 전라남도의회 의원(민선 6기, 전남 곡성군 선거구, 새정치민주연합→더불어민주당→무소속→국민의당→무소속→민주평화당, 재선)
- 2014.07 ~ 2016.07 제10대 전라남도의회 전반기 건설소방위원회 위원
- 2014.07 ~ 2016.07 제10대 전라남도의회 전반기 예산결산특별위원회 위원
- 2016.07 ~ 2018.03 제10대 전라남도의회 후반기 농림해양수산위원회 위원
- 2016.07 ~ 2018.03 제10대 전라남도의회 후반기 예산결산특별위원회 위원
- 2024.10 ~ 제48대 전라남도 곡성군수(민선 8기, 더불어민주당, 초선)

## 역대 선거 결과
|  | 51.51% |

|  | 46.99% |

|  | 68.74% |

|  | 31.43% |

|  | 46.40% |

|  | 55.26% |